# RD-810
O RD-810 (russo: РД-810) é um motor de foguete de combustível líquido ucraniano queimando LOX e RG-1) num ciclo de combustão em estágios. Ele tem uma única câmara de combustão que gera empuxo vetorial movimentando o bocal em dois eixos por  +/- 8°. Está sendo projetado na Ucrânia pelo Yuzhnoye Design Bureau para o futuro primeiro estágio da família de foguetes Mayak.
O RD-810, assim como o RD-801, estão sendo desenhados baseados no RD-8 e também em melhorias aplicadas sobre o motor RD-120. O RD-801 pode ser usado sozinho ou em um módulo reforçador com quatro deles, chamado de RD-810M para substituir o RD-170 no Zenit.